# Емелин, Василий Владимирович
Василий Владимирович Емелин (род. 1 февраля 1976, Ленинград) — советский и российский шахматист. Филолог. Программист.

## Биография
Воспитанник шахматной школы при Ленинградском государственном университете. Занимался под руководством Михаила Пукшанского и Вячеслава Осноса. В начале девяностых принимал участие в тренировочных сессиях школы Дворецкого — Юсупова.
В 1990 году занял второе место на чемпионате мира до 14 лет в Фон-дю-Лаке, повторил свой успех в 1993 в группе среди игроков не старше 18 лет в Братиславе. Гроссмейстер с 1994 года.
Был участником нескольких чемпионатов Санкт-Петербурга, в 1993, 2002 и 2011 гг. становился чемпионом города. В чемпионатах России: 3—6-е места в Элисте (1994), 2—5-е в Краснодаре (2002). На международных турнирах: First Saturday (Будапешт, 1994) — 1-е место; мемориалы Кереса (2000, 2008) — 1-е; Moscow Open (2007) — 1—2-е. В 1994 и 1998 выступал за вторую сборную России на шахматных олимпиадах.
Активен в клубных соревнованиях. Среди прочего выступал за команды «Шахматная федерация Санкт-Петербурга», Kiseljak (Босния и Герцеговина) и Alriyadi Beirut (Ливан).
С 2015 года работает программистом на Java. С конца 2017 года программист на языке Go.

## Труды
- Емелин В. В. Избранные партии Левона Ароняна. — М., 2014. — 384, [4] с. — (Великие шахматисты мира). — ISBN 978-5-94693-372-8.

## Изменения рейтинга
| Графики недоступны из-за технических проблем. См. информацию на Фабрикаторе и на mediawiki.org. |